# Ground Master 400
| Ground Master 400   |                      |
| ------------------- | -------------------- |
| País de origen      | Francia              |
| Año de introducción | 2008                 |
| Número construido   | 47                   |
| Tipo                | AESA Digital 3D      |
| Frecuencia          | Banda S              |
| Rango               | 470 km.              |
| Altitud             | 30,500 m(100,100 ft) |
| Acimut              | 360°                 |
| Elevación           | 20° y 40°            |
| Precisión           | 50 m(160 ft)         |

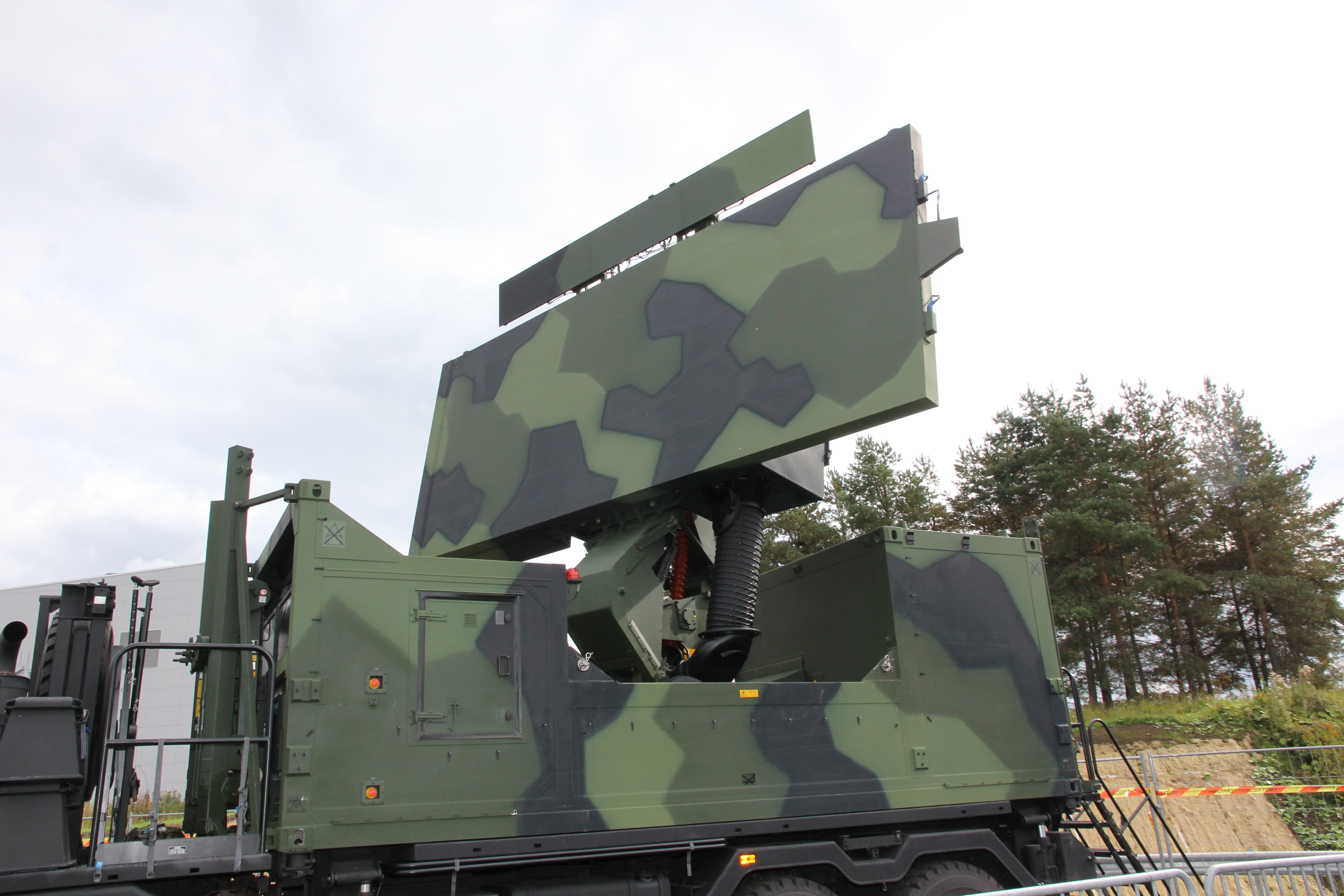
radar Ground Master 403 durante una exposición en Tampere, Finlandia

El Ground Master es un sistema de radar móvil fabricado por Thales Raytheon Systems. El GM 400 es un radar 3D de defensa aérea de largo alcance de matriz escaneada electrónicamente, totalmente digital, que ofrece detección dedesde altitudes muy altas a muy bajas, realiza un seguimiento de una amplia gama de objetivos.
El sistema puede ser configurado por una tripulación de cuatro hombres en 30 minutos y puede ser operado de forma remota. El sistema cabe en un contenedor de 20 pies y pesa menos de 10 toneladas. El sistema se puede implementarrápidamente montado en un camión táctico 6×6 u 8×8 y puede ser transportado por un solo avión C-130 o un helicóptero.
La familia de radares Ground Master 400, incluye los GM 403 y GM 406.
El transmisor GM 406 tiene el doble de la potencia de pulso que el GM 403, lo que resulta en un 20% más de alcance, el GM 406 está destinado principalmente a una instalación estacionaria.
El GM 403 como versión portátil.

## Características Principales
- Radar de vigilacia aérea[3]
- Tripulación: 4
- Radar 3D AESA: Banda S
- Velocidad de Rotación: 6 RPM
- Sensor de defensa aérea de largo alcance y gran altitud.
- Detecta aviones de ala fija y giratoria, misiles de crucero, UAV y misiles balísticos tácticos.
- Cobertura:
  - Azimut: 360°
  - Elevación: 20° y 40°
- Rendimiento:
  - Rango de detección:
    - Avión de combate: 450 km
    - Misil de crucero: 250 km

  - Tasa máxima de detección en altitud: 30,5 km
  - Alcance Instrumentado: 470 km
- Modos de funcionamiento:
  - Modo de formación de haz digital.
  - Banda S (pare alta 2.9/3.3GHz)
  - 2 modos Doppler.
  - Capacidades de Contramedidas Electrónicas (ECCM).
  - Capacidad de detección de misiles balísticos tácticos (TBM).

## Operadores
- Alemania: 6 Sistemas.
- Bolivia: 4 Sistemas.[4]
- Canadá: 2 Sistemas.[5]
- Chile: 9 Sistemas.
- Eslovenia: 2 Sistemas GM 403.
- Estonia:[6] 2 Sistemas Ground Master 403.
- Finlandia: 12 Sistemas GM 403.
- Francia:[7]
  - 2 Sistemas GM 406 en 2017 y 3 en 2019.
  - 12 Sistemas GM 403 para 2022.
- Malasia: 1 Sistema.
- Marruecos:[8] 3 Sistemas.
- México: 5 Sistemas.